# Koas Krala (comuna)
Koas Krala es una comuna (khum) del distrito de Koas Krala, en la provincia de Battambang, Camboya. En marzo de 2008 tenía una población estimada de 3937 habitantes.
Se encuentra ubicada al oeste del país, a poca distancia al este de los montes Cardamomo y la frontera con Tailandia y al oeste del lago Sap (Tonlé Sap).